# Quanto tempo e ancora
Quanto tempo e ancora è un singolo del cantautore italiano Biagio Antonacci, pubblicato nel 1998 come secondo estratto dal sesto album in studio Mi fai stare bene. Verrà inserito in una nuova versione nell'album Il cielo ha una porta sola nel 2008.
Nel 2020 partecipa al concorso radiofonico I Love My Radio, a cui hanno preso parte in totale 45 canzoni.

## Tracce
Testi e musiche di Biagio Antonacci; edizioni musicali Polygram Italia S.r.l. e Basta S.r.l..
1. Quanto tempo e ancora – 3:58
2. Cattiva che sei – 3:49